# У корак са Кардашијанима
У корак са Кардашијанима (енгл. Keeping Up with the Kardashians; често скраћено KUWTK) америчка је ријалити-телевизијска серија која се фокусира на приватне и професионалне животе породице Кардашијан—Џенер. Идеја потиче од Рајана Сикреста, који је такође био извршни продуцент. Премијера серије је била 14. октобра 2007. године на кабловској мрежи E!, а трајала је 20 сезона и временом је постала једна од најдуговечнијих ријалити-телевизијских серија у САД. Финална сезона је премијерно емитована од 18. марта 2021. године.
Серија се углавном фокусира на сестре Ким, Кортни и Клои Кардашијан и њихове полусестре, Кендал и Кајли Џенер. Такође наступају њихови родитељи, Крис и Кејтлин Џенер, и брат, Роб. У серији су наступали и партнери сестара Кардашијан.
Серија је добила негативне критике одмах након емитовања. Често је критикована због високог степена истицања концепта „познат по томе што је познат” и због тога што се чини да је измислила неке аспекте прича. Неколико критичара такође је приметило недостатак интелигенције у серији. Међутим, поједини критичари су серију назвали „пороком” и признали успех породице. Упркос негативним критикама, серија је привукла велику гледаност, поставши једна од најуспешнијих серија мреже и освојивши неколико награда публике.
Успех је довео до стварања бројних спиноф серија, као што су: Кортни и Ким освајају Мајами, Кортни и Ким освајају Њујорк, Клои и Ламар, Кортни и Клои освајају Хамптонс, Дашове лутке, Роб и Чајна, Кајлин живот и Величанствени Дисик. Мрежа је такође емитовала неколико телевизијских специјала са посебним догађајима који укључују чланове породице и њихове пријатеље.
Дана 8. септембра 2020. породица је најавила путем Instagram-а да ће се серија завршити 2021. године. Серија је завршена 20. јуна 2021. године, после 20 сезона. Скоро годину дана касније, породица се вратила на телевизију у серији Кардашијани, која се емитује од 14. априла 2022. године.

## Позадина
Роберт Кардашијан (1944—2003) и Кристен Хотон (1955) венчали су се 1978. године и имају четворо деце заједно: ћерке Кортни (1979), Ким (1980) и Клои (1984) и сина Роба (1987). Пар се развео 1991. године. Године 1991. Крис се удала за пензионисаног олимпијског шампиона у десетобоју, Кејтлин Џенер (1949; познат као Брус Џенер пре родне транзиције 2015). Роберт је 1994. године добио медијску пажњу када је бранио О. Џ. Симпсона за убиства Никол Браун Симпсон и Роналда Голдмана. Крис и Кејтлин имају две ћерке заједно, Кендал и Кајли. Роберт је преминуо 2003. године, осам седмица након што му је дијагностификован рак једњака.
Кардашијанове су све више добијале медијску пажњу. Почетком 2000-их Ким је радила као лична помоћница за наследницу хотела и ријалити-звезду, Парис Хилтон. Током свог рада за Хилтонову, Ким је развила веома блиско пријатељство са њом и то током врхунца славе Хилтонове. Ово пријатељство је помогло Ким да порасте њена лична слава, чиме је понекад наступила у епизодама ТВ серије Хилтонове, Једноставан живот. Касније је Кимино и Хилтонино блиско пријатељство помогло Ким да се појављује у јавности, као и у папарацо снимцима, са Хилтоновом. Ким је такође радила за неколико других познатих личности почетком 2000-их, што јој је додатно развило славу и познанства. Године 2004. Ким је постала лична стилисткиња за певачицу Бренди Норвуд. Касније је постала стална стилисткиња и била је лична добављачица робе и стилисткиња за глумицу и певачицу Линдси Лохан.
Кортни, Ким и Клои су се касније упустиле у моду, отворивши бутик високе моде Dash у Калабасасу. Током почетка Кимине каријере, била је у везама с познатим личностима као што је брат Бренди Норвуд, певач Ray J, а касније и певач Ник Лаш. Током 2006. године, Кортни је наступила у својој првој ријалити-телевизијској серији, Прљаво богати.
У фебруару 2007. године процурио је кућни снимак секса који је раније Ким направила са Ray J-ем. Vivid Entertainment је купио права за 1 милион долара и објавио филм 21. фебруара под називом Ким Кардашијан, суперзвезда. Ким је тужила Vivid због власништва над снимком, али је одустала од тужбе у априлу 2007. године, мировним уговором за 5 милиона долара. Објављивање снимка секса највише је допринело расту славе Ким Кардашијан и њене породице.

## Преглед серије
| Сезона | Сезона | Епизоде | Епизоде | Оригинално емитовање | Оригинално емитовање |
| Сезона | Сезона | Епизоде | Епизоде | Премијера            | Финале               |
| ------ | ------ | ------- | ------- | -------------------- | -------------------- |
|        | 1.     | 8       | 8       | 14. октобар 2007.    | 2. децембар 2007.    |
|        | 2.     | 10      | 10      | 9. март 2008.        | 26. мај 2008.        |
|        | 3.     | 12      | 12      | 8. март 2009.        | 25. мај 2009.        |
|        | 4.     | 11      | 11      | 8. новембар 2009.    | 21. фебруар 2010.    |
|        | 5.     | 12      | 12      | 22. август 2010.     | 20. децембар 2010.   |
|        | 6.     | 16      | 16      | 12. јун 2011.        | 19. децембар 2011.   |
|        | 7.     | 18      | 18      | 20. мај 2012.        | 28. октобар 2012.    |
|        | 8.     | 21      | 21      | 2. јун 2013.         | 1. децембар 2013.    |
|        | 9.     | 20      | 20      | 19. јануар 2014.     | 1. септембар 2014.   |
|        | 10.    | 17      | 17      | 15. март 2015.       | 11. октобар 2015.    |
|        | 11.    | 13      | 13      | 15. новембар 2015.   | 21. фебруар 2016.    |
|        | 12.    | 21      | 21      | 1. мај 2016.         | 20. новембар 2016.   |
|        | 13.    | 14      | 14      | 12. март 2017.       | 11. јун 2017.        |
|        | 14.    | 19      | 19      | 1. октобар 2017.     | 4. март 2018.        |
|        | 15.    | 16      | 16      | 5. август 2018.      | 9. децембар 2018.    |
|        | 16.    | 12      | 12      | 31. март 2019.       | 30. јун 2019.        |
|        | 17.    | 12      | 12      | 8. септембар 2019.   | 15. децембар 2019.   |
|        | 18.    | 6       | 6       | 26. март 2020.       | 30. април 2020.      |
|        | 19.    | 8       | 8       | 17. септембар 2020.  | 12. новембар 2020.   |
|        | 20.    | 14      | 14      | 18. март 2021.       | 20. јун 2021.        |

## Преглед улога
| Име               | Сезоне | Сезоне | Сезоне | Сезоне | Сезоне | Сезоне | Сезоне | Сезоне | Сезоне | Сезоне | Сезоне | Сезоне   | Сезоне | Сезоне | Сезоне | Сезоне | Сезоне | Сезоне | Сезоне | Сезоне   |        |
| Име               | 1.     | 2.     | 3.     | 4.     | 5.     | 6.     | 7.     | 8.     | 9.     | 10.    | 11.    | 12.      | 13.    | 14.    | 15.    | 16.    | 17.    | 18.    | 19.    | 20.      |        |
| ----------------- | ------ | ------ | ------ | ------ | ------ | ------ | ------ | ------ | ------ | ------ | ------ | -------- | ------ | ------ | ------ | ------ | ------ | ------ | ------ | -------- | ------ |
| Ким Кардашијан    | Главна | Главна | Главна | Главна | Главна | Главна | Главна | Главна | Главна | Главна | Главна | Главна   | Главна | Главна | Главна | Главна | Главна | Главна | Главна | Главна   |        |
| Кортни Кардашијан | Главна | Главна | Главна | Главна | Главна | Главна | Главна | Главна | Главна | Главна | Главна | Главна   | Главна | Главна | Главна | Главна | Главна | Главна | Главна | Главна   |        |
| Клои Кардашијан   | Главна | Главна | Главна | Главна | Главна | Главна | Главна | Главна | Главна | Главна | Главна | Главна   | Главна | Главна | Главна | Главна | Главна | Главна | Главна | Главна   |        |
| Крис Џенер        | Главна | Главна | Главна | Главна | Главна | Главна | Главна | Главна | Главна | Главна | Главна | Главна   | Главна | Главна | Главна | Главна | Главна | Главна | Главна | Главна   |        |
| Кендал Џенер      | Главна | Главна | Главна | Главна | Главна | Главна | Главна | Главна | Главна | Главна | Главна | Главна   | Главна | Главна | Главна | Главна | Главна | Главна | Главна | Главна   |        |
| Кајли Џенер       | Главна | Главна | Главна | Главна | Главна | Главна | Главна | Главна | Главна | Главна | Главна | Главна   | Главна | Гост   | Главна | Главна | Главна | Главна | Главна | Главна   | Главна |
| Скот Дисик        | Главна | Главна | Главна | Главна | Главна | Главна | Главна | Главна | Главна | Главна | Главна | Главна   | Главна | Главна | Главна | Главна | Главна | Главна | Главна | Главна   |        |
| Роб Кардашијан    | Главна | Главна | Главна | Главна | Главна | Главна | Главна | Главна |        | Гост   |        | Повратна | Гост   | Гост   |        | Гост   | Гост   | Гост   |        | Повратна |        |
| Кејтлин Џенер     | Главна | Главна | Главна | Главна | Главна | Главна | Главна | Главна | Главна | Главна | Главна | Главна   | Главна |        |        |        |        | Гост   |        | Гост     |        |

1. ↑  Појављује се уживо у 14x19 и преко видео-позива у 14x14.
2. ↑  Раније као Брус Џенер.